# Luis Pérez Rodríguez
Luis Pérez Rodríguez (Torrelaguna, 16 giugno 1974) è un ex ciclista su strada spagnolo.

## Carriera
Professionista dal 1995 al 2007, Pérez si è messo in evidenza soprattutto nella Vuelta a España, corsa che ha concluso per quattro volte nelle prime dieci posizioni in classifica generale, e in cui ha colto due successi di tappa.

## Palmarès
- 2003

2ª tappa Vuelta a España (Cangas de Onís)
- 2007

18ª tappa Vuelta a España (Avila)
1ª tappa Clásica de Alcobendas (Puerto de Navacerrada)
Classifica generale Clásica de Alcobendas

## Piazzamenti

### Grandi Giri
- Tour de France

1998: ritirato (17ª tappa)
1999: 29º
2001: 32º
2003: ritirato (7ª tappa)
- Vuelta a España

1999: 67º
2001: 14º
2002: 22º
2003: 10º
2004: 9º
2005: ritirato (11ª tappa)
2006: 9º
2007: 18º